# 浮躁
| 評論得分  | 評論得分 |
| 來源      | 評分     |
| --------- | -------- |
| Pitchfork | 8.3/10   |

《浮躁》是香港歌手王菲的第13張大碟、第4張國語大碟，也是她與新藝寶合約內的最後一張大碟，於1996年6月發行。一共10首歌曲，有8首是王菲自己創作，2首是Cocteau Twins特別為她譜寫並監製，1首是鼓樂。唱片封面和封底的概念是出自《論語》：封面是「非禮勿視」、「非禮勿言」，封底是「非禮勿聽」。

## 簡介
經過前三年《十萬個為什麼？》、《胡思亂想》、《討好自己》和《Di-Dar》專輯在音樂創新上的鋪墊和開拓，王菲在《浮躁》終於完全拋棄商業上的考量，推出了一張自己最滿意的概念大碟，這是她音樂生涯中最圓滿的一次藝術嘗試，也是一張徹底表達她個人對音樂理解的實驗性專輯。專輯的10首作品在風格上愈發縹緲空靈，王菲在其飄搖的聲線下欲營造一種相當個性化的聲線，以及將自己塑造成類似Cocteau Twins那樣高不可攀的精神形象，頗為另類，絕不討好。這在之後2000年的專輯《寓言》也只是做到了一半而已。
這是張亞東第一次為王菲監製唱片，負責了一半的歌曲，竇唯負責3首，Cocteau Twins則負責2首。《浮躁》整體曲風不僅注入大量北京搖滾的元素，也融入北歐迷幻風格，卻十分和諧統一。專輯的賣點和焦點集中在「掃興」和「分裂」兩首歌曲，因這兩首作品皆是由Cocteau Twins為王菲友情撰写及全权制作，兩首歌的曲调一致选用了大量的合成器音色及打擊樂器，营造出該樂隊惯有的北歐迷幻色彩。Cocteau Twins在這之後發行的單曲及合輯中，將這兩首歌曲改填英語歌詞重新發表。樂隊也藉助王菲《浮躁》專輯的宣傳攻勢，成功打開了亞洲市場。
專輯開場曲為音樂明亮、調子輕靈自在的「無常」。同名主打「浮躁」是首歌詞只有22個字的簡單歌曲，卻不失變化，王菲在歌詞和擬聲吟唱之間輪番轉換，不至單調，據製作人張亞東透露，該曲是先有了完整編曲配置後，王菲再從中套入自己的旋律及歌詞。專輯中有三首無詞歌，分別是「想像」、「哪兒」及「野三坡」，王菲只以簡單易發的"咿","啊","哦"等幾個元音在整首歌作擬聲吟唱，徹底顛覆當時華語流行音樂的模式。而在「末日」中，王菲採用了一字一頓的唱法，原本這種唱法會顯得生硬，但是王菲在演唱時特別做了處理，她將每一句的最後一個字拉長，或在第一個字先做處理，以彌合尷尬的縫隙。「不安」則是純音樂，沒有任何人聲。
專輯曲目名稱也延續了《天空》和《Di-Dar》的做法，均為兩個字，只有最後一首「野三坡」除外。這張曲風前衛的專輯令港台音樂市場無法接受，因此成為王菲成名後銷量最差的專輯。不過仍在台灣拿下金曲龍虎榜銷售榜3週亞軍；在香港登上IFPI銷量榜四周，最高排名為兩週第二。在新加坡首日銷量高達2.3萬，成為當年度十大暢銷專輯之一。
此專輯日後被許多流行音樂愛好者及王菲的歌迷奉為經典。王菲本人也以《浮躁》這座藝術高峰，成為首位登上《時代雜誌》的華人歌手，更被該雜誌譽為流行樂天后（Divas Of Pop）。

## 香港IFPI銷量成績
❶ 1996.06.27 2 王菲 浮躁
❷ 1996.07.04 2 王菲 浮躁
❸ 1996.07.11 3 王菲 浮躁
❹ 1996.07.18 8 王菲 浮躁

## 曲目
| 曲序 | 曲目               |        | 作曲                                            | 编曲                                            | 製作人        | 备注                                          | 时长 |
| ---- | ------------------ | ------ | ----------------------------------------------- | ----------------------------------------------- | ------------- | --------------------------------------------- | ---- |
| 1.   | 無常               | 王菲   | 王菲                                            | 竇唯                                            | 竇唯、張亞東  | 第二主打                                      | 2:33 |
| 2.   | 浮躁               | 王菲   | 王菲                                            | 張亞東                                          | 張亞東        | 第一主打                                      | 2:49 |
| 3.   | 想像（王菲哼唱）   |        | 王菲                                            | 竇唯                                            | 竇唯、張亞東  |                                               | 3:42 |
| 4.   | 分裂               | 林夕   | Elizabeth Fraser、Robin Guthrie、Simon Raymonde | Elizabeth Fraser、Robin Guthrie、Simon Raymonde | Cocteau Twins | Cocteau Twins後重新翻唱為《Tranquil Eye》     | 4:06 |
| 5.   | 不安（純音樂）     |        | 王菲                                            | 張亞東                                          | 張亞東        |                                               | 2:13 |
| 6.   | 哪兒（王菲哼唱）   |        | 王菲                                            | 張亞東                                          | 張亞東        |                                               | 4:02 |
| 7.   | 墮落               | 王菲   | 王菲                                            | 張亞東                                          | 張亞東        | 第三主打                                      | 3:41 |
| 8.   | 掃興               | 黃偉文 | Elizabeth Fraser、Robin Guthrie、Simon Raymonde | Elizabeth Fraser、Robin Guthrie、Simon Raymonde | Cocteau Twins | Cocteau Twins後重新翻唱為《Touch Upon Touch》 | 4:06 |
| 9.   | 末日               | 王菲   | 王菲                                            | 張亞東                                          | 張亞東        |                                               | 3:59 |
| 10.  | 野三坡（王菲哼唱） |        | 王菲                                            | 竇唯                                            | 竇唯、張亞東  |                                               | 3:50 |

## 音樂錄影帶
（依照專輯曲序排列）
| 歌名           | 導演   | 附註              |
| -------------- | ------ | ----------------- |
| 無常           | 區雪兒 | 第二波主打        |
| 浮躁           | 區雪兒 | 第一波主打        |
| 墮落（普通版） | 區雪兒 | 第三波主打        |
| 墮落（TVB版）  | 陳龍華 | 由TVB拍攝，打歌用 |

## 獎項
- 中文榜中榜： Channel V
  - 1996年度：Top 20—「浮躁」
- 中華音樂人交流協會1996年度十大专辑

- 台灣流行音樂200最佳專輯 （页面存档备份，存于）中NO.44

## 發行歷史
| 地區     | 發行日期       | 發行公司     | 版本與介質            | 編號       |
| -------- | -------------- | ------------ | --------------------- | ---------- |
| 香港     | 1996年6月3日   | 新藝寶唱片   | CD                    | 532776-2   |
| 香港     | 1996年6月3日   | 新藝寶唱片   | 卡带                  | 532776-4   |
| 台灣     | 1996年6月19日  | 福茂唱片     | CD                    | 70081      |
| 台灣     | 1996年6月19日  | 福茂唱片     | 卡带                  | S-1081     |
| 中國大陸 | 1996年         | 金典音像     | CD                    | -          |
| 中國大陸 | 1996年         | 金典音像     | 卡带                  | -          |
| 日本     | 1996年7月25日  | Polydor      | CD                    | POCP-7145  |
| 日本     | 1997年9月26日  | Polydor      | CD (再版)             | POCP-2570  |
| 香港     | 2008年4月11日  | 香港環球唱片 | CD (ECO-Pack環保系列) | 176650-9   |
| 香港     | 2011年12月29日 | 香港環球唱片 | CD (金碟週年紀念系列) | 8898039    |
| 香港     | 2013年12月13日 | 香港環球唱片 | K2HD                  | 889 662-3  |
| 香港     | 2016年10月19日 | 香港環球唱片 | CD (蜚聲環球系列)     | 886009-4   |
| 香港     | 2020年12月14日 | 香港環球唱片 | CD (24K Gold系列)     | 3519710    |
| 香港     | 2021年8月25日  | 香港環球唱片 | LP (ARS系列)          | 359 337-5  |
| 日本     | 2023年9月27日  | 環球音樂日本 | LP                    | UIJY-75237 |